# Onda de frio no Brasil em 2021
A onda de frio no Brasil no ano de 2021 foi um evento meteorológico que assolou partes do Brasil, o evento atingiu desde a Região Sul até a Região Sudeste do Brasil. A onda de frio causou efeitos severos em partes do território brasileiro, sendo registradas 13 mortes por conta do frio intenso e diversos flocos de neves durante o período.

## Tempestade Raoni
A tempestade subtropical Raoni, associada a um severo vórtice polar e a um ciclone extratropical causaram neve no Sul do Brasil, geada em áreas do Centro-Oeste e do Sudeste do Brasil e queda de temperatura em quase todos os estados brasileiros a partir do dia 30 de junho de 2021. Este fenômeno raro por dias seguidos não era registrado desde 2000 na região Sul. Em Itaiaia, no sul do estado do Rio de Janeiro, as temperaturas chegaram a -9,9° C, a menor registrada no Parque Nacional do município desde o início das medições.

## Neve
Nos estados do Rio Grande do Sul, Santa Catarina e Paraná foram registrados no dia 28 e 29 de julho de 2021 mais de 37 municípios com focos de neve. Entre eles cidades turísticas da serra gaúcha, o que trouxe turistas a região em busca de verificar o fenômeno que não ocorria com tamanha intensidade há 8 anos. As cidades atingidas pela neve foram:
| Cidade                 | Estado            |
| ---------------------- | ----------------- |
| Pelotas                | Rio Grande do Sul |
| São Francisco de Paula | Rio Grande do Sul |
| Gramado                | Rio Grande do Sul |
| Canela                 | Rio Grande do Sul |
| Carlos Barbosa         | Rio Grande do Sul |
| Bento Gonçalves        | Rio Grande do Sul |
| Bagé                   | Rio Grande do Sul |
| Herval                 | Rio Grande do Sul |
| Piratini               | Rio Grande do Sul |
| Caxias do Sul          | Rio Grande do Sul |
| Marau                  | Rio Grande do Sul |
| Farroupilha            | Rio Grande do Sul |
| Abdon Batista          | Santa Catarina    |
| Anita Garibaldi        | Santa Catarina    |
| Bom Jardim da Serra    | Santa Catarina    |
| Bom Retiro             | Santa Catarina    |
| Brunópolis             | Santa Catarina    |
| Campo Belo do Sul      | Santa Catarina    |
| Campos Novos           | Santa Catarina    |
| Capinzal               | Santa Catarina    |
| Celso Ramos            | Santa Catarina    |
| Curitibanos            | Santa Catarina    |
| Fraiburgo              | Santa Catarina    |
| Lages                  | Santa Catarina    |
| Painel                 | Santa Catarina    |
| Rancho Queimado        | Santa Catarina    |
| Rio Rufino             | Santa Catarina    |
| São Joaquim            | Santa Catarina    |
| São José do Cerrito    | Santa Catarina    |
| Timbé do Sul           | Santa Catarina    |
| Urubici                | Santa Catarina    |
| Urupema                | Santa Catarina    |
| Vargem                 | Santa Catarina    |
| Zortéa                 | Santa Catarina    |
| Palmeira               | Santa Catarina    |

Além das cidades citadas acima, também houve cidades onde ocorreram fenômenos como a chuva gelada ou chuva congelada, que acabaram por molhar e elevar a sensação de frio nas cidades atingidas. Além de trazerem transtornos no transito deixando estradas escorregadias e causando um fenômeno de lentidão do transito para evitar riscos de acidentes.

## Economia

### Prós

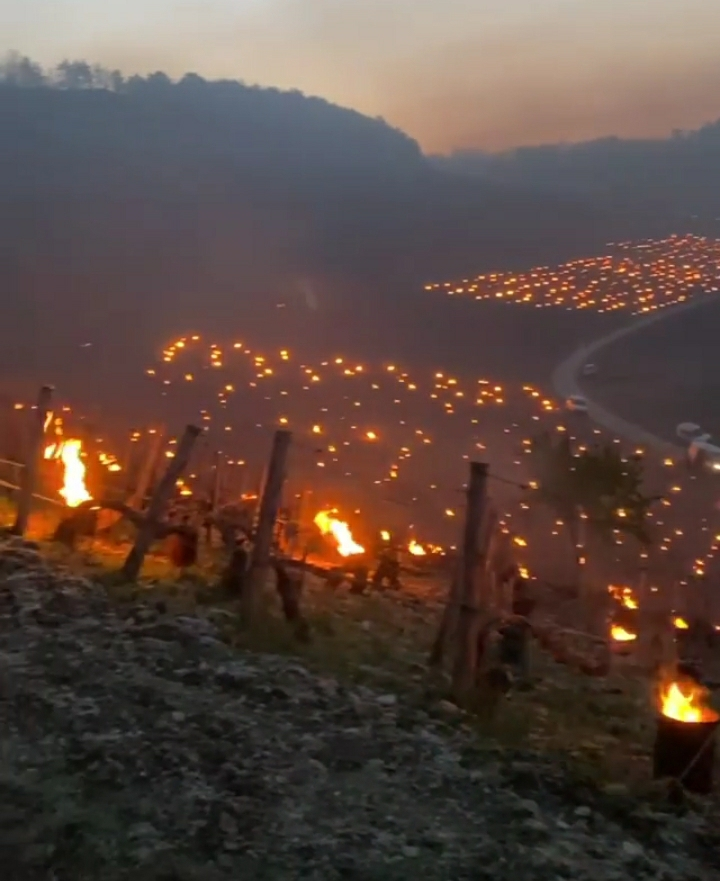
Método utilizado por vinícolas do vale dos vinhedos para evitar congelamento da safra

O frio tem seu lado bom para economia do país. Com as ondas de frio e com a confirmação da previsão de neve, diversas famílias resolveram viajar para cidades turísticas do sul do país como Gramado e Canela que são tradicionais por seu estilo europeu e sua recepção aos turistas. Cidades como estas tiveram uma grande queda no numero de turistas durante a pandemia de COVID-19 e estavam tentando traçar novos planos para restruturação econômica da cidade. Com a neve e com a confirmação de frio, diversas famílias resolveram viajar para serra gaúcha assim também impulsionando a economia nestas regiões.
Cidades como Bento Gonçalves, Garibaldi, Monte Belo do Sul e Pinto Bandeira que são responsáveis pela maior produção de vinhos no Brasil também aproveitaram bastante da onda de frio que assolou a região, com grande parte do público de turistas tendo conhecimento do jargão popular que afirma que "vinho pode aquecer o corpo" a procura pela bebida aumentou, assim alavancando suas vendas nas próprias cidades e região.

### Contras
O frio acabou castigando as plantações do sul e sudeste do Brasil, no vale dos vinhedos no Rio Grande do Sul, vinícolas instalaram diversos barris contendo lenha e gasolina para serem acessos e assim manter as uvas aquecidas e boas para o uso na fabricação de vinho. Tendo em vista que o processo é feito de forma artesanal, diversas vinícolas utilizam deste método, entre elas a tradicional vinícola aurora de Bento Gonçalves.
Porém outras plantas não têm a mesma sorte que as uvas e acabam sofrendo ainda mais com o frio, as plantações de café, cana, milho, soja e banana preocupam agricultores tendo em vista a dificuldade em manter as plantas que não possuem o costume de lidar com frio extremo. Técnicas estranhas como enterrar o café ou "encasacar" as bananas estão sendo reutilizadas após muitos anos na esperança de salvar as plantações do frio extremo que esta assolando o país. É esperada a perda de no mínimo 30% da safra.
Em um período onde a carne está com preços elevados, a destruição do milho, soja e pasto é um péssimo sinal também para pecuária. Assim com os animais recebendo menos ração, é provável que a produção seja menor e que no caso de falta de comida para os mesmos, seja necessário o abate de alguns animais antes do tempo previsto. Os pecuaristas também estão preocupados com a saúde dos animais, tendo em vista que frios extremos podem causar a morte precoce por hipotermia de bezerros.

## Riscos a saúde
A onda de frio já causou a morte de 17 moradores de rua no estado de São Paulo que além do frio devem também se preocupar com as chuvas que atingem a região. Os riscos a saúde causados pelo frio vão além da hipotermia, em caso de congelamento das extremidades do corpo humano, pode ocorrer a amputação traumática de membros, assim causando graves danos a saúde dos envolvidos.
O risco á saúde também está diretamente ligada á COVID-19, é comum que em épocas de baixas temperaturas, o numero de casos de síndromes gripais causadas por alergias como a rinite cresçam. Porem com o medo da pandemia de COVID-19, é esperado uma alta procura em ambientes hospitalares por indivíduos que não possuem a doença mas que possuem algum tipo de alergia ou sensibilidade ao frio, assim colocando sua vida em risco, tendo em vista que no mesmo ambiente podem haver pessoas que efetivamente estão com o vírus.

## Ações dos estados

### Rio Grande do Sul
Em Porto Alegre a prefeitura já estava acostumada com o inverno rigoroso, assim já tendo planos pré-estruturados para lidar com a situação. Estavam sendo recolhidos agasalhos para doações na capital meses antes da onda de frio. Estes agasalhos estavam sendo armazenados no ginásio municipal Tesourinha sob responsabilidade do seu coordenador-diretor professor Cláudio Franzen. Além do público geral, diversas instituições ajudaram na doação de roupas para os moradores de rua e para famílias carentes, entre elas: o Exército Brasileiro, o Sport Club Internacional, o Grêmio Foot-Ball Club, a cooperativa de crédito Unicred, a Empresa Pública de Transportes e Circulação (EPTC) entre outros... As roupas foram entregadas pela guarda municipal e defesa civil do estado em bairros carentes da cidade.
Também na capital do Rio Grande do Sul, tendo em vista o avanço do frio e que o foco logístico da distribuição de roupas está acontecendo no ginásio tesourinha, o Sport Club Internacional disponibilizou seu ginásio Gigantinho para abrigar moradores de rua durante o período de frio. Este ginásio se encontra ao lado do estádio Beira Rio e está equipado para abrigar 187 pessoas e em seu primeiro dia houve 101 abrigados, igrejas da capital também estão sendo equipadas para garantir o conforto destes necessitados.
Em contra partida, ainda existe uma tensão popular sob o prefeito Sebastião Melo pela liberação de ônibus para transporte dos moradores de rua até o ginásio Gigantinho, tendo em vista que muitos não tem meios de locomoção para ir até o ginásio. Estas operações de ônibus são feitas em outras cidades e já havia sido feita em Porto Alegre na gestão do prefeito Nelson Marchezan Júnio para viagens intermunicipais.
Nas cidades que se encontram nas serras gaúchas, o trabalho continua intenso para o transporte de moradores de rua para igrejas e escolas assim para evitar que os mesmos fiquem na rua principalmente com a neve que está caindo sob estas cidades. Cidades como Caxias do Sul já havia começado a distribuir cobertores e roupas através da campanha do agasalho dês do inicio do mês e intensificam suas operações neste momento de crise. Os bombeiros também estão em prontidão para atender possíveis vitimas de hipotermia e incêndios que podem ser causados pela tradição do uso de fogões a lenha.

### Santa Catarina
Em Santa Catarina a preocupação com moradores de rua cresce conforme a temperatura começa a cair. Muitos abrigos estão se preparando para abrigar mais moradores do que sua capacidade. O governo do estado também está providenciando a doação de diversos cobertores e agasalhos aos moradores de rua que não conseguirem se abrigar. Voluntários enfrentam dificuldades em convencer os moradores de rua a irem até abrigos.
Outra preocupação no estado, é o congelamento de água nos canos, este congelamento pode causar a falta de agua em diversas cidades do estado além de estragar a tubulação intermunicipal de agua. Assim a corrida para manter o monitoramento dos dutos de agua foi aumentada para garantir que caso ocorra o congelamento ele seja brevemente resolvido.
Com a preocupação por conta do frio, alguns municípios do estado cancelaram a vacinação contra a COVID-19 por tempo indeterminado até que a onda de frio sesse e assim permita a volta segura da campanha.

### São Paulo
Em São Paulo as temperaturas não foram tão baixas como no sul do país, as mínima registrada foi de 4,1 graus Celsius. Porém mesmo com o frio não sendo tão intenso quanto na região sul, a anormalidade do frio trouxe maiores problemas ao estado, que não está acostumado como os estados do sul a lidar com este problema, assim já foram registrados 17 óbitos dês do inicio da onda de frio, sendo dois deles na noite mais gelada dos últimos cinco anos no estado.
Para evitar mais mortes pelo frio, o estado disponibilizou abrigos para abrigar os moradores de rua, entre eles estão sendo utilizadas estações de metro. A corrida por doações está vindo em parte pelo governo do estado e outra parte através de voluntários, no dia 28 de julho a Cruz Vermelha distribuiu em tono de mil kits para ajudar na sobrevivência dos moradores de rua. Nos kits haviam cobertores, agasalhos e materiais de higiene pessoal, inclusive absorvente para as mulheres, assim combatendo a pobreza menstrual.
O governo do estado emitiu um alerta sobre a piora gradual das temperaturas, tendo em vista a expectativa que até o dia primeiro de agosto a onda de frio se movimente da região sul do brasil para a região sudeste assim podendo gerar frio de -3 graus. Após o alerta a procura por mantimentos e roupas de frio aumentaram no estado, o estado não enfrentava um inverno tão rigoroso a anos.